# László Hingl
László Hingl es un deportista húngaro que compitió en piragüismo en la modalidad de aguas tranquilas. Ganó una medalla de plata en el Campeonato Mundial de Piragüismo de 1971 y una medalla de oro en el Campeonato Europeo de Piragüismo de 1969.

## Palmarés internacional
| Campeonato Mundial | Campeonato Mundial    | Campeonato Mundial | Campeonato Mundial |
| Año                | Lugar                 | Medalla            | Evento             |
| ------------------ | --------------------- | ------------------ | ------------------ |
| 1971               | Belgrado (Yugoslavia) | Medalla de plata   | C2 10 000 m        |
| Campeonato Europeo |                       |                    |                    |
| Año                | Lugar                 | Medalla            | Evento             |
| 1969               | Moscú (URSS)          | Medalla de oro     | C2 10 000 m        |